# Nemosoma cylindricolle
Nemosoma cylindricolle là một loài bọ cánh cứng trong họ Trogossitidae. Loài này được Furssov miêu tả khoa học năm 1930.